# Pavel Holeka
Pavel Holeka (* 14. srpna 1945 Dvůr Králové nad Labem) je český spisovatel, básník, překladatel a kolážista.

## Život
Dětství prožil v Úvalech a Českém Brodě, roku 1954 žil v Lázních Bělohrad, odkud pocházeli jeho prarodiče. Absolvoval Střední všeobecně vzdělávací školu v Kralupech nad Vltavou a roku 1963 nastoupil jako laborant v Ústavu patologické fyziologie FVL UK. V následujícím roce začal studovat na Fakultě dětského lékařství UK, ale studia roku 1967 opustil. Krátce pracoval jako dělník v mělnickém přístavu a poté absolvoval dvouletou vojenskou službu ve Ústřední vojenské nemocnici v Praze. Od roku 1970 byl zaměstnán jako úředník v podniku Technomat Praha.
Vytváření koláží se začal věnovat od roku 1967. Roku 1971 měl svou první autorskou výstavu. Setkání s katolickým knězem Bohumilem Štvánem otevřelo cestu k jeho duchovní konverzi a několikaletému přerušení výtvarné činnosti. V roce 1975 se oženil s Martou Procházkovou. Z manželství se narodily jeho děti Noemi (* 1977) a Matouš (* 1979).
K volné tvorbě se vrátil roku 1988. V následujícím roce strávil týden na mezinárodním uměleckém festivalu v holandském Dalfsenu. Od roku 1992 je výtvarníkem ve svobodném povolání. V 90. letech se začal stýkat s Jiřím Kolářem a s historičkou umění Evou Petrovou, která uvedla jeho výstavu a katalog ve Státní galerii výtvarného umění v Náchodě (1995). V letech 2005–2010 byl zaměstnán jako knihovník. Je členem mezinárodního sdružení Christian Artists Europe, od roku 2003 je členem Umělecké besedy, od roku 2012 členem Českého centra PEN klubu. Knižní vydání Hebrejské abecedy získalo roku 2010 cenu Ministra kultury v soutěži PNP Nejkrásnější české knihy (za rok 2009). Uskutečnil více než 50 samostatných výstav a zúčastňuje se kolektivních výstav, po roce 2003 zejména s Uměleckou besedou.

## Dílo
Pavel Holeka je autodidakt. V dětství ho ovlivnil svět romantické a secesní obrazivosti, když si v dědečkově knihovně prohlížel časopisy Zlatá Praha z přelomu století. Jedna pro něj charakteristická skupina motivů má svůj původ v dobových ilustracích ve stylu Gustava Dorého z konce 19. století.
Začínal jako básník a koláže ho zaujaly, když v 19 letech objevil časopis Host do domu ilustrovaný Jiřím Kolářem. Slovní obrazy už nestačily k výstižnému vyjadřování jeho představ, a proto začal vytvářet obrazy vizuální, složené se stejnou promyšleností jako báseň, jejíž úspornost v sobě nese velké bohatství významů, a proto i možností výkladů. S papírovými výstřižky zachází jako se slovy a uvádí je do syntaktických vztahů, jako by šlo o básně slovní (Triptych na verše Bohuslava Reynka, 2010). Svá díla vytváří v cyklech, které jsou výmluvné samy o sobě a lze považovat za protějšek básnické sbírky, např. Básně, 1993–2005, Vnitřní prostory, 1993–1999, Cesta za světlem 2004–2005. Hudební ladění cyklu Partitury(1992) ilustruje pohyb kolážovaných prvků po notové osnově. V cyklu Snění o svobodě (1993) využil prostorové konstrukce sestavené z geometrických elementů.
V cyklu Dívčí stínohry (1999) je zakotveno tajemství, které vyrůstá ze vztahu mezi mužem a ženou a promítá se do nich mnohoznačnost a složitost lidských citů. V Chasidských písních a příbězích (1999) jsou písmové znaky prolnuty se siluetami figur vznášejícími se v neurčitém prostoru, který jakoby naznačoval nepřeberné množství cest, jimiž se vydáváme a křižovatek, na nichž se můžeme octnout. Cyklus Vzpomínky na dětství byl zamýšlen jako ilustrace k poetickým textům Dory Gabe, založené na vzájemném emotivním souznění. Koláže představují osobitý výtvarný ekvivalent, který může existovat samostatně. Další cykly koláží jsou nazvány Imaginární portréty (2001), Jungiana (2004), Pocta Marcelu Marceauovi (2004), Dívčí sny (2006), Záznamy (2009), Dětské hry (2010), Múza čtyř živlů (2016).
Holekova tvorba je meditativní a prostor jeho koláží je zároveň prostorem duchovním, v němž je sdělení soustředěno do minimálních prostředků (Abstraktní básně, 2001–2008). Díky charakteristickému způsobu, jakým pracuje nejen s nalepovanými prvky, ale především s prázdnem mezi nimi a obrazovým prostorem, který je jimi vymezen, lze jeho koláže poznat na první pohled. Jsou oproštěny od veškerých podružností a soustředěné k přesnému výrazu, kde důležitou roli hraje vzájemné vztahování navzájem oddělených prvků. Výtvarný efekt vytrhávání, konfrontovaného s prázdným prostorem, je méně doslovný, zato více otevřený divákově imaginaci. Při asketickém užití prostředků zde vše má dvojí smysl – jednak formální, estetický, zdůrazněný monochromním či bílým podkladem, ale zároveň významotvorný. Fragmentárnost, ať už se jedná o útržek melodie či vzpomínky, je zároveň odkazem na jistou labilitu a křehkost řádu a kultury v chaosu světa. Kolážím svěřuje své pocity (Stránky z deníku, 1993) a pracuje s nápověďmi a útržky textů (Vytrhané básně, 1994). Sám uvádí, že hledá hlubší smysl lidských příběhů a jednotlivým barvám přisuzuje symbol oběti (červená) a záchrany (bílá), ztišení (modrá). Dojem nekonečného prostoru navozují koláže na černém papíru. Jeho díla charakterizuje typografická čistota, preciznost a cit pro kaligrafické kvality písma.
V cyklu Hebrejská abeceda (2009) je několika charakterizujícími prvky přiblížen skrytý význam každého jednotlivého písmene, jehož vnitřní podstata a kauzální propojenost se zjevuje zcela nečekaně, jakoby náhle ostře nasvícena. Každý z Holekových obrazů, který napomáhá k otevření dveří do komnat, kde již přebývá tajemství, provází krátký básnický text. V cyklu hebrejských písmen autor odhaluje jejich prvotní významy, ale i čistě vizuální možnosti. Existenciální, posléze spirituální obsah se tu promítá v rovině sugestivních příběhů. Impulsem k této práci byla kniha Friedricha Weinreba Znamení života, ale také osobní zájem o duchovní zdroje našeho bytí.
Kromě autorských knih, ilustrovaných kolážemi, navrhuje knižní obálky nebo plakáty. V letech 1991–1993 navrhoval obálky pro nakladatelství Návrat domů. Roku 2005 vytvořil plakát k 80. výročí založení českého PEN klubu. Přispívá do revue Umělecké besedy Život

### Koláže (výběr)

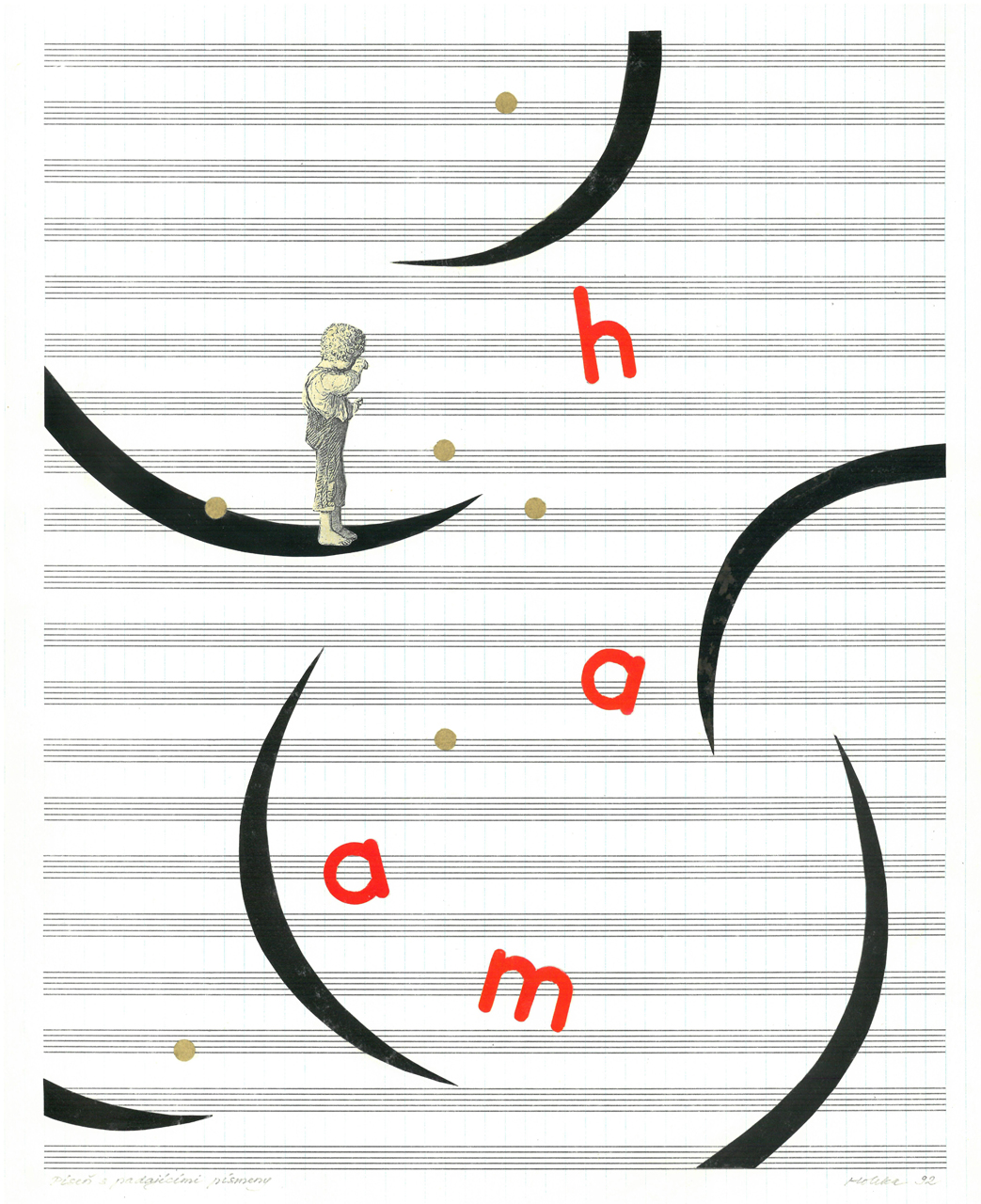
Píseň s padajícími písmeny (z cyklu Partitury) 1992
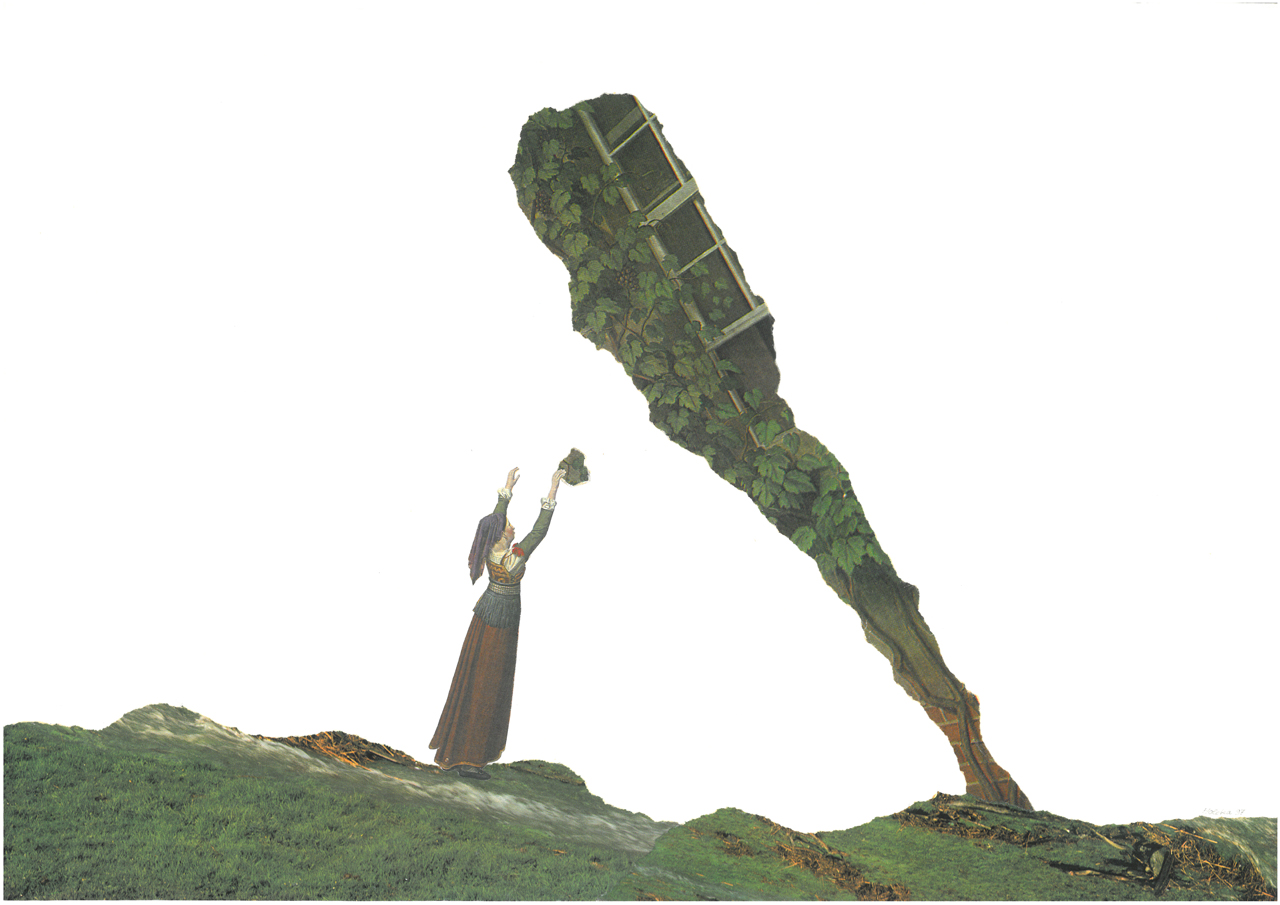
Dům zapomenutého básníka (z cyklu Vytrhané básně) 1997
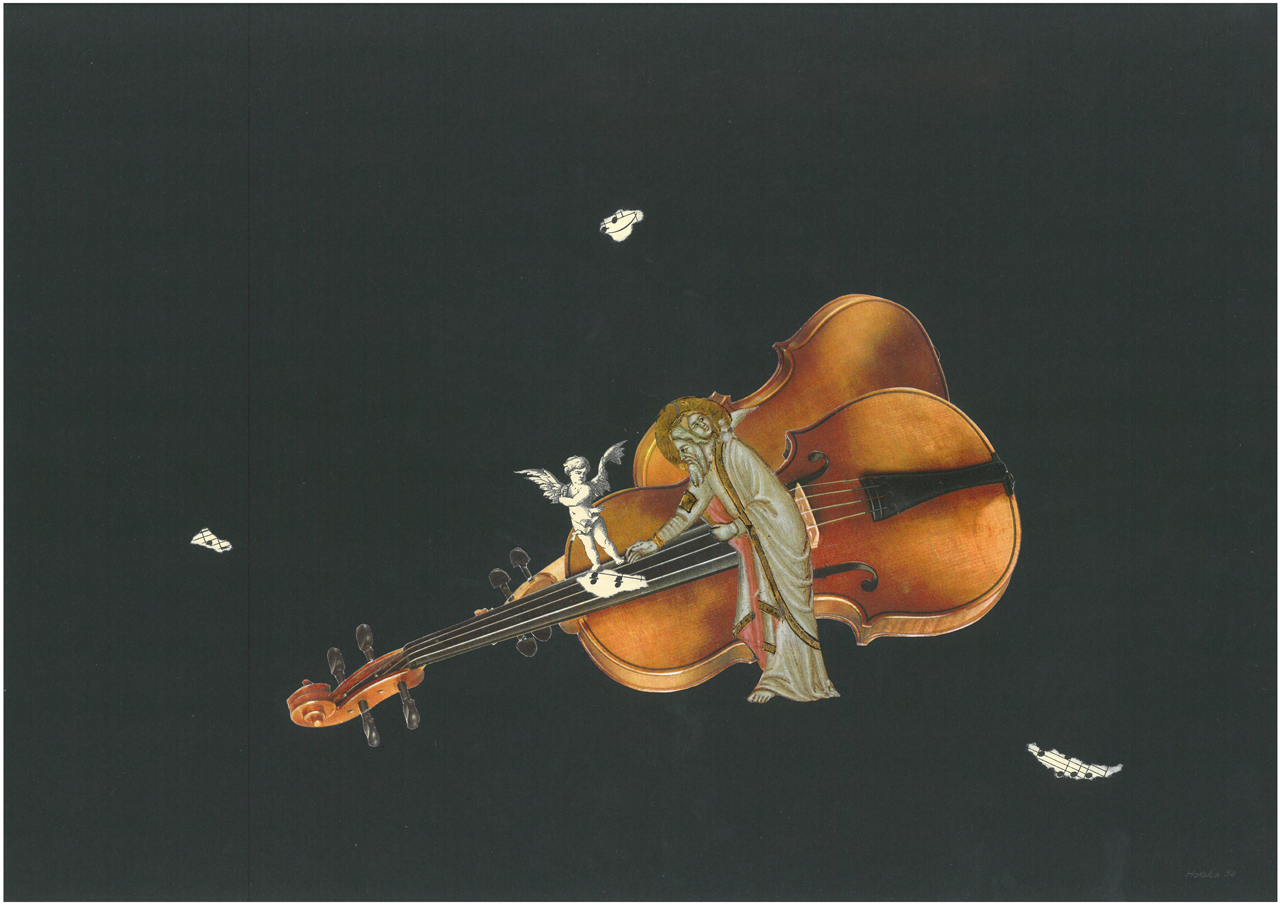
Nebeské ladění (z cyklu Ale je hudba) 1998
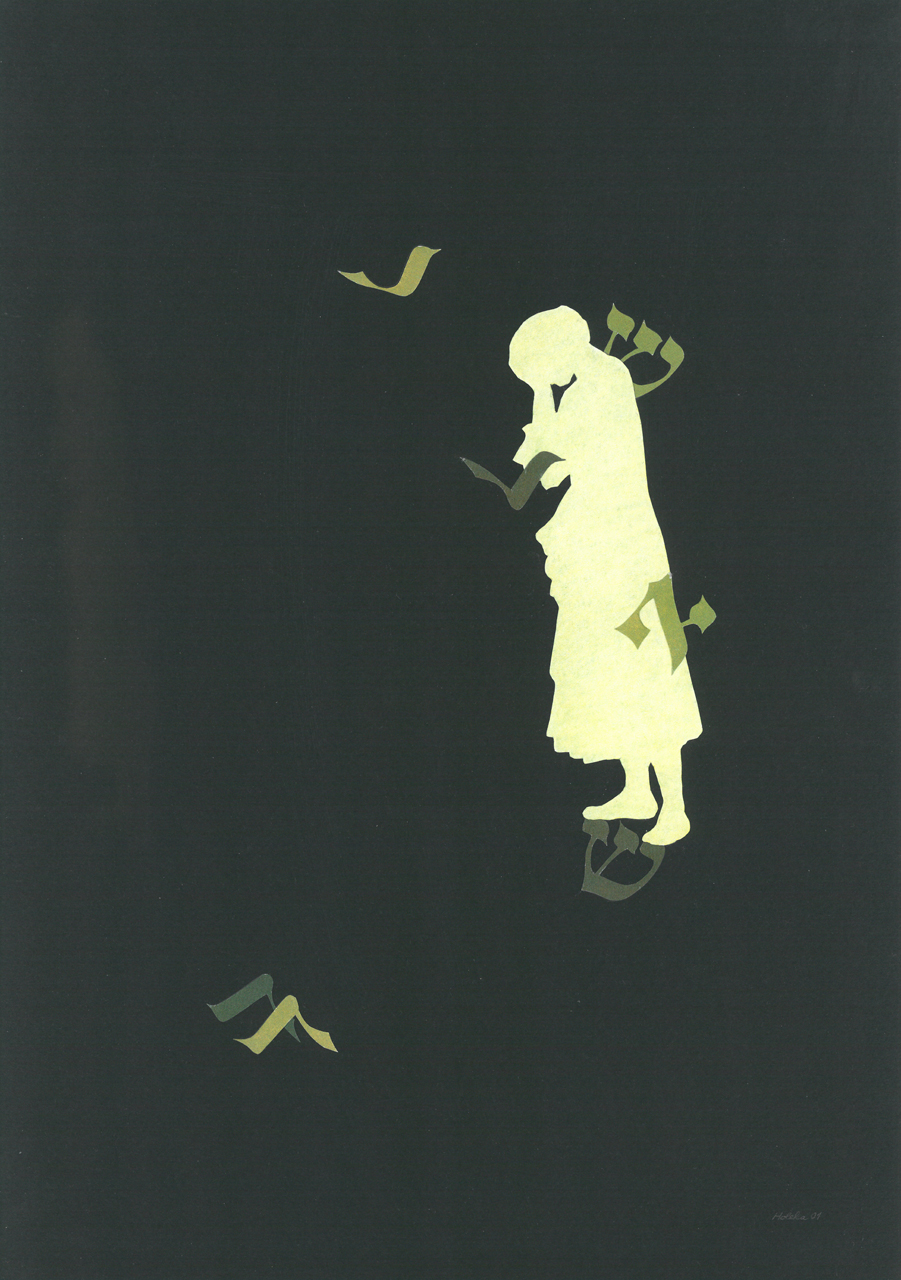
Plačící anděl (z cyklu Chasidské písně a příběhy) 2001
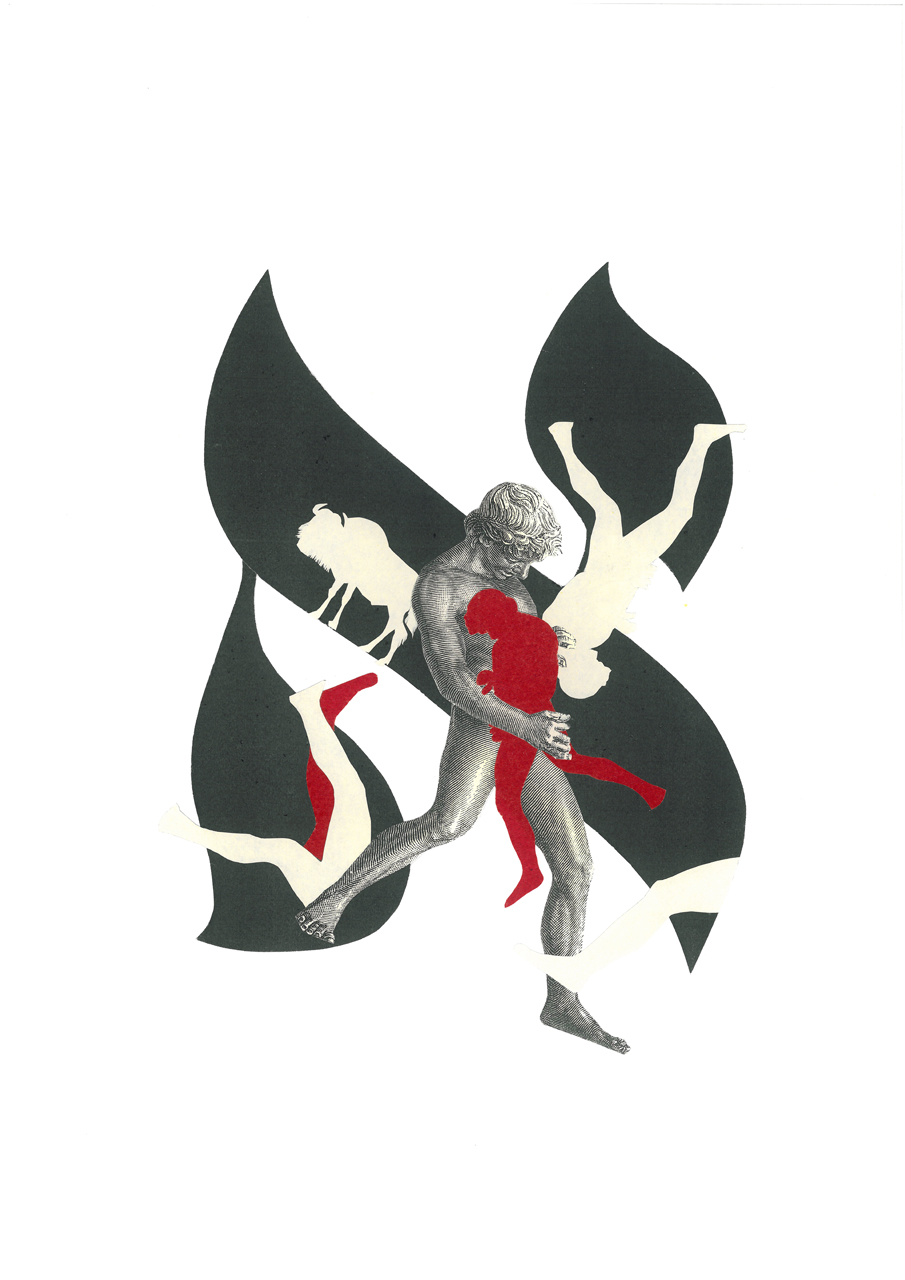
Alef-Mezi člověkem a býkem (z cyklu Hebrejská abeceda) 2008
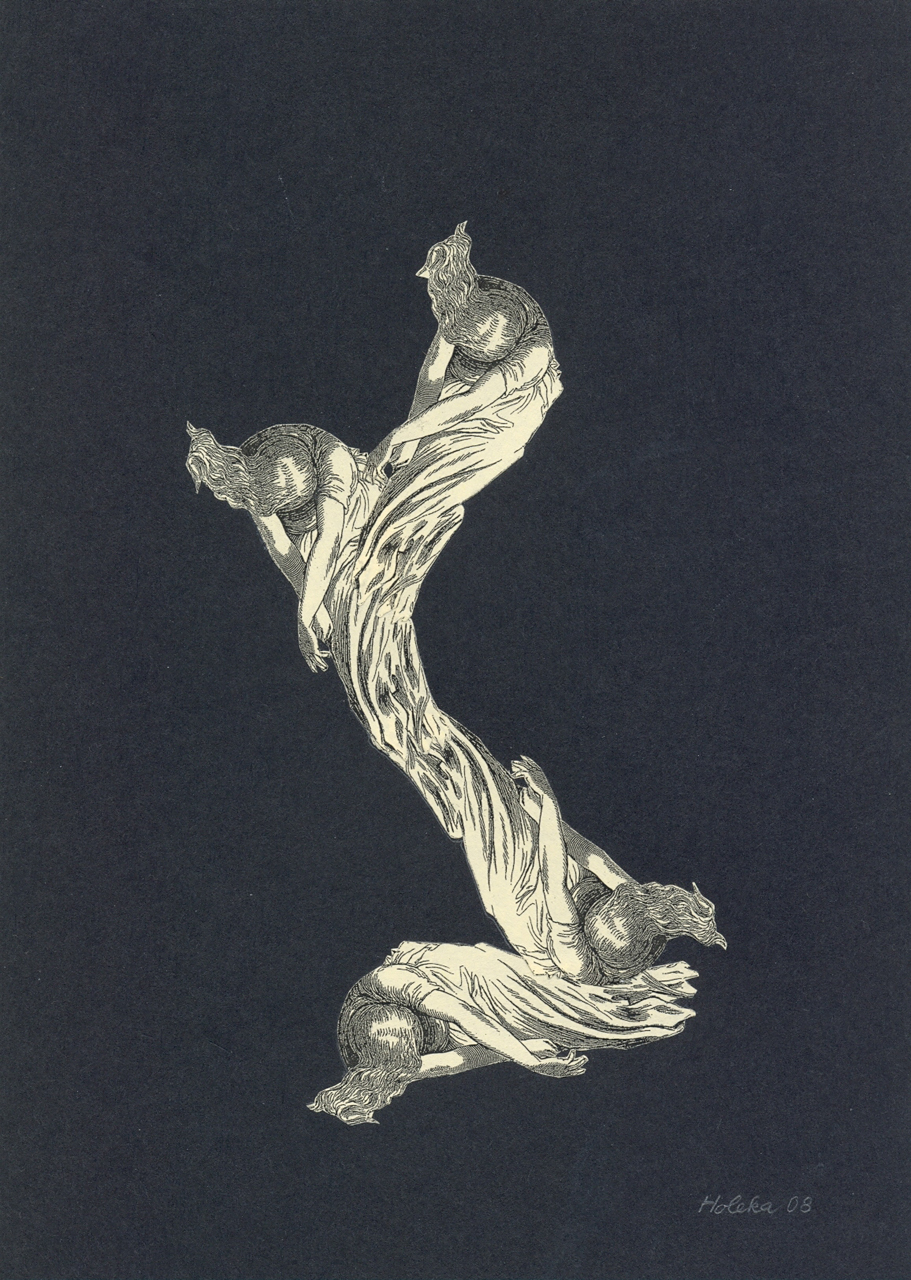
Dívčí sen I (z cyklu Dívčí sny) 2008
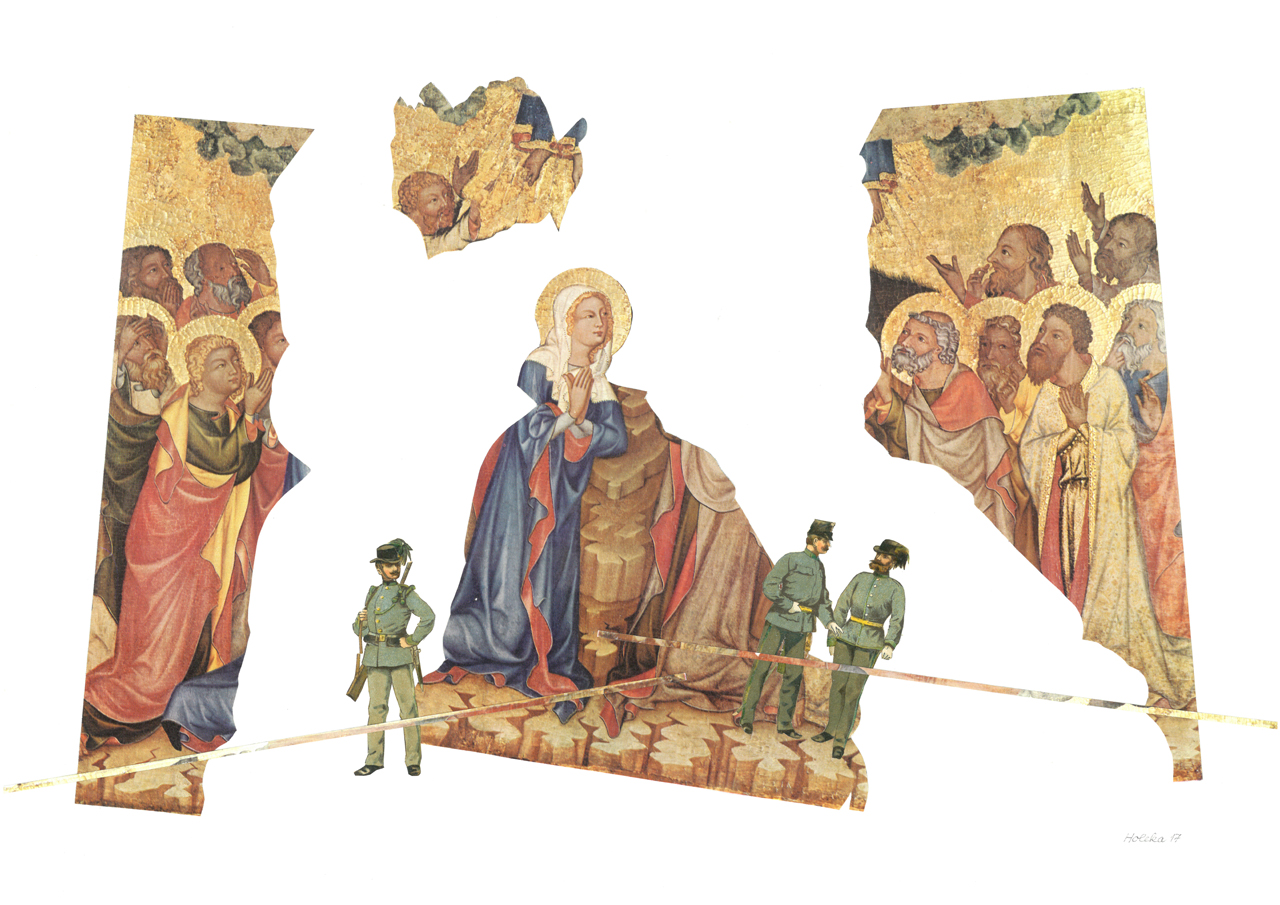
Uvězněná modlitba 2017
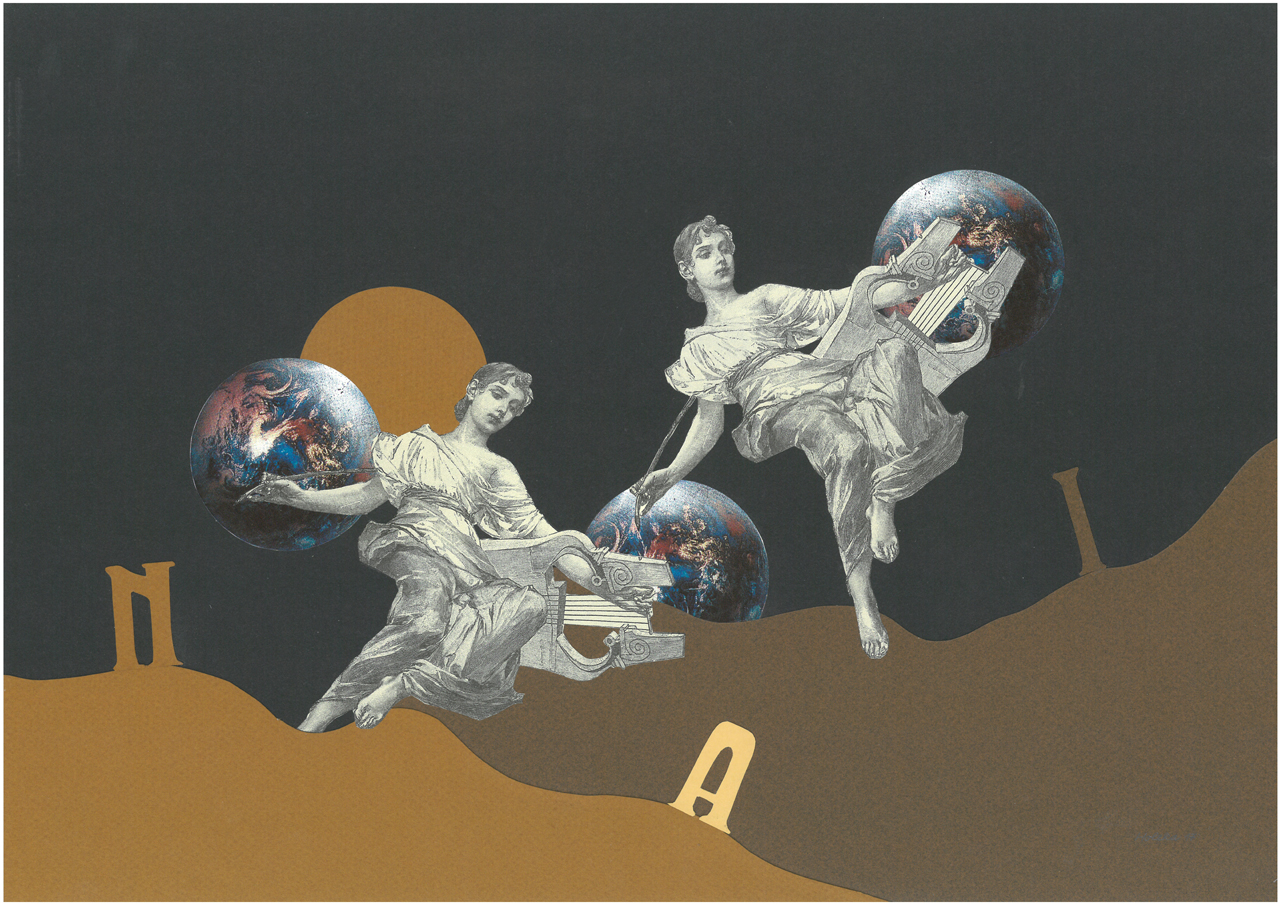
Báseň psaná o zemi (z cyklu Múza čtyř živlů) 2017

### Výtvarné publikace
- Pavel Holeka, Hebrejská abeceda, Arbor vitae 2009, ISBN 978-80-87164-28-0 (zařazena mezi Nejkrásnější české knihy roku 2009 v soutěži Památníku národního písemnictví)
- Pavel Holeka, Koláže, Státní galerie výtvarného umění v Náchodě 1995, ISBN 80-85057-46-8
- Pavel Holeka: Básně psané papírem, text Martin Souček, kat. 16 s., Nadační fond Galerie Smečky, Praha 2016

### Literární tvorba
- Pavel Holeka, Vábení slov (poezie ilustrovaná autorovými kolážemi), doslov Rudolf Matys, Arbor vitae 2012, ISBN 978-80-7467-006-0

### Překlady
Spolu s manželkou Martou se podílel na překladu knihy Potřebuji tvou lásku od Dr. Rose Cambella, která je věnována výchově dětí a vyšla opakovaně ve čtyřech vydáních (nakl. Návrat domů, 1992)

### Zastoupení ve sbírkách
- Alšova jihočeská galerie v Hluboké nad Vltavou
- Galerie Klatovy/Klenová
- Památník národního písemnictví v Praze
- Sbírka koláže Pražské plynárenské
- Konos Connection, USA
- SEA Zürich
- London Bible College, London

### Autorské výstavy (výběr)
- 1971 Pavel Holeka: Koláže, knihovna Sobotka
- 1975 Pavel Holeka: Koláže, Galerie ve věži, Mělník
- 1991 Pavel Holeka: Koláže, Malá galerie Melantrich
- 1993 Pavel Holeka: Collages, Galerie Hibiscus, Dedemsvaart,
- 1993 Pavel Holeka, Galerie Ruach, Haag, Holandsko
- 1994 Pavel Holeka: Vnitřní prostory a básně, Galerie Genesis, Praha
- 1994 Pavel Holeka: Báseň a hudba, Středočeské muzeum, Roztoky u Prahy
- 1995 Pavel Holeka: Koláže, Státní galerie výtvarného umění v Náchodě
- 1996 Pavel Holeka: Prostor a báseň, Středoevropská galerie a nakladatelství, Praha
- 1996 Pavel Holeka, Galerie Krause, Pfäffikon, Švýcarsko
- 1999 Pavel Holeka: Vytrhané básně, Galerie U Bílého jednorožce, Klatovy
- 2000 Pavel Holeka: Koláže, Městské muzeum, Dobruška, Duše hudby, Prácheňské muzeum, Písek
- 2001 Pavel Holeka, Západomoravské muzeum, Malá galerie, Třebíč
- 2003 Pavel Holeka, Městské muzeum, Kouřim
- 2005 Pavel Holeka, Kongresové centrum, Praha
- 2008 Pavel Holeka, Salón Zdeňky Podhajské, Umělecká beseda, Praha
- 2010 Pavel Holeka: Hebrejská abeceda, Vzdělávací a kulturní centrum Židovského muzea v Praze, pobočka Brno
- 2011 Pavel Holeka: Hebrejská abeceda, Vzdělávací a kulturní centrum Židovského muzea v Praze, Praha, GVU Cheb
- 2012 Pavel Holeka: Vábení slov, České centrum Mezinárodního PEN klubu Praha
- 2013 Pavel Holeka: Hebrejská abeceda, Muzeum Kroměřížska
- 2014 Pavel Holeka: Hebrejská abeceda, zámek Mikulov
- 2015 Pavel Holeka: Hebrejská abeceda, Masarykovo muzeum v Hodoníně
- 2016 Pavel Holeka: Básně psané papírem, Galerie Smečky, Praha
- 2017 Pavel Holeka: Básně psané papírem, Městské kulturní středisko, Lázně Bělohrad